# On s'fait la valise, docteur ?
Pour plus de détails, voir Fiche technique et Distribution.
On s'fait la valise, docteur ? (titre original : What's Up, Doc?) est un film américain réalisé par Peter Bogdanovich et sorti en 1972.

## Synopsis
San Francisco. Howard Bannister, un étudiant en musicologie, lunaire et maladroit (Ryan O'Neal) concourt pour une bourse et doit se rendre avec Eunice Burns (Madeline Kahn), sa fiancée hypersensible et naïve, à un dîner donné par le directeur du Conservatoire : Mr Larrabee (Austin Pendleton) dans un hôtel où il doit défendre sa thèse sur les roches magnétiques qu'il a emportées dans un sac de voyage en tartan écossais. Il croise sur son chemin Judy, une jeune femme, sexy, extravagante, au passé mitigé et au Q.I de génie, semant un désordre monstre où qu'elle aille (Barbra Streisand). Elle décide de le séduire et va le mettre dans des situations de plus en plus ubuesques. La valise de Mademoiselle comportant ses dessous est… un sac de voyage identique. En parallèle, des voleurs fomentent un complot dans le même hôtel pour dérober les bijoux d'une aristocrate qui se trouvent dans… un sac de voyage en tartan. Enfin, des agents secrets tentent de dérober des documents secrets enfermés dans… le même modèle de sac . Pendant le ballet perpétuel des bagages qui passent et repassent, Judy embarque volontairement tout l'hôtel dans une série de catastrophes, jusqu'à l'explosion d'une chambre.
Le lendemain matin, tout le monde est plongé dans une délirante course-poursuite de voitures qui va crescendo jusqu'à sa fin burlesque. À la suite de quoi, ils sont tous convoqués chez le féroce juge de la ville qui va devoir débrouiller ce quiproquo infernal dans une scène d'anthologie. Après une telle succession de gags, le happy end final certes attendu est tout en rebondissements et tient du miracle car réussissant à rétablir l'ordre (à peu près) général.

## Fiche technique
- Titre original : What's Up, Doc?
- Titre : On s'fait la valise, docteur ?
- Réalisation : Peter Bogdanovich
- Scénario : Buck Henry, David Newman et Robert Benton d'après une histoire de Peter Bogdanovich
- Musique : Artie Butler (non crédité)
- Direction artistique : Herman A. Blumenthal
- Décors : Polly Platt (en) et John P. Austin (en)
- Costumes : Nancy McArdle et Ray Phelps
- Photographie : László Kovács
- Montage : Verna Fields
- Production : Peter Bogdanovich et Paul Lewis (producteur associé)
- Société de production : Warner Bros. et Saticoy Productions
- Pays d'origine :  États-Unis
- Format : Couleurs (Technicolor) - 35 mm - 1,85:1 - Mono
- Genre : Comédie
- Durée : 94 minutes
- Dates de sortie :
  - États-Unis : 9 mars 1972 (New York), 10 mars 1972 (sortie nationale)
  - France : 6 septembre 1972
- Affiche : Bill Gold (États-Unis)

## Distribution
- Barbra Streisand (VF : Michèle Bardollet) : Judy Maxwell
- Ryan O'Neal (VF : Bernard Murat) : Dr Howard Bannister
- Madeline Kahn (VF : Perrette Pradier) : Eunice Burns
- Kenneth Mars (VF : Roger Carel) : Hugh Simon
- Austin Pendleton  (VF : Jacques Ciron)  : Frederick Larrabee
- Michael Murphy : M. Smith
- Philip Roth (VF : Francis Lax) : M. Jones
- Sorrell Booke (VF : Antoine Marin) : Harry
- Stefan Gierasch : Fritz
- Mabel Albertson : Mme Van Hoskins
- Liam Dunn : le juge Maxwell
- John Hillerman (VF : Michel Gudin) : M. Kaltenborn
- George Morfogen : Rudy, le maître d'hôtel
- Graham Jarvis : l'huissier
- Randy Quaid (VF : Sady Rebbot) : le professeur Hosquith
- M. Emmet Walsh : le policier
- Jack Perkins : le voleur de bijoux
- Don Bexley : Porter